# O Lustre
O Lustre é o segundo romance da escritora brasileira Clarice Lispector publicado originalmente em 1946. Ele foi escrito durante a estadia da autora na Europa, sendo finalizado em Nápoles, na Itália, logo após o fim da Segunda Guerra Mundial. A obra segue a história de Virgínia, da infância até a idade adulta, mostrando sua passagem do campo à cidade e seu processo de adaptação a cada um desses espaços.
Na época da distribuição do romance, sua recepção crítica foi bastante reduzida, ao contrário de seu primeiro lançamento, Perto do Coração Selvagem. Houve bastante expectativa em torno de seu lançamento, principalmente por causa das críticas positivas em relação ao romance anterior, mas a crítica demonstrou decepção, destacando a "escrita deformada e hermética", como apontam Álvaro Lins, Sérgio Milliet e Gilda de Mello e Souza.